# Ben DiNucci
Benjamin Anthony DiNucci (Atlanta, 24 novembre 1996) è un giocatore di football americano statunitense che milita nel ruolo di quarterback per i Denver Broncos della National Football League (NFL).

## Carriera

### Dallas Cowboys
DiNucci al college ha giocato a football all'Università di Pittsburgh (2016-2017) e alla James Madison University. Fu scelto dai Dallas Cowboys nel corso del settimo giro (231º assoluto) del Draft NFL 2020. Il 19 ottobre 2020 debuttò nella NFL in sostituzione di Andy Dalton contro gli Arizona Cardinals. La settimana successiva contro il Washington Football Team, DiNucci entrò in partita nel terzo quarto dopo che Dalton subì una commozione cerebrale. Il suo primo passaggio completato fu da 32 yard per Amari Cooper. I Cowboys persero per 25–3. La settimana successiva fu schierato come titolare al posto dell'infortunato Dalton passando 180 e commettendo 2 fumble; i Cowboys uscirono sconfitti per 23-9 dai Philadelphia Eagles. A causa delle difficoltà riscontrate, nella gara successiva a partire come titolare fu Garrett Gilbert.